# Línea 1 (Urbanos de Alcobendas-San Sebastián de los Reyes)
La línea 1 de la red de autobuses urbanos de Alcobendas une de forma circular los barrios de Arroyo de la Vega, El Soto y La Moraleja (Alcobendas).

## Características
Esta línea da servicio a los barrios de Arroyo de la Vega, El Soto de La Moraleja y la zona este de La Moraleja.
Los autobuses urbanos de Alcobendas y San Sebastián de los Reyes siguen una numeración conjunta para evitar confusión de duplicidad de numeraciones en dos municipios tan cercanos y relacionados, especialmente con algunas líneas que circulan por ambos municipios (línea 2 y línea 5). Las líneas siguen una numeración progresiva del 1 al 11, pero a San Sebastián de los Reyes sólo le pertenecen los números 4, 7 y 8, quedando el resto de números: 1, 2, 3, 5, 6, 9, 10 y 11 para Alcobendas.
La línea circula exclusivamente por el término municipal de Alcobendas. Como bien se expresa en la numeración interna del CRTM, recibe el número 1006. El primer dígito corresponde a la línea, en este caso la línea 1. Y los últimos tres dígitos corresponden al municipio por el que circula, en este caso 006 corresponde al municipio de Alcobendas.
Se complementa con las líneas 2, 3 y 5 para dar servicio a la amplia zona de La Moraleja con las estaciones de Metro o Cercanías del municipio.
Desde el 21 de junio del 2021 la línea incorpora la parada 20860 - Calle del Camino Ancho - Colegio, dando servicio a los colegios privados Base y Escandinavo de La Moraleja.
Desde el 3 de junio de 2024, la línea se amplía con 3 paradas nuevas dando servicio a los nuevos desarrollos urbanísticos de la Urbanización La Carrascosa, al sureste de La Moraleja.
La línea mantiene los mismos horarios todo el año (exceptuando las vísperas de festivo y festivos de Navidad).
Está operada por Empresa Montes mediante la concesión administrativa VCM-200 - Canillejas - Tres Cantos  (Viajeros Comunidad de Madrid) del Consorcio Regional de Transportes de Madrid.
1. ↑  «Línea 1 - Casado Montes S.L.».
2. ↑  Consorcio Regional de Transportes de Madrid. «Operadores de Autobuses Interurbanos y Urbanos, gestionados por el Consorcio Regional de Transportes de Madrid». Consultado el 6 de noviembre de 2022.
3. ↑  Casado Montes, S.L. «Líneas operadas por Casado Montes, S.L.». Consultado el 6 de noviembre de 2022.

## Horarios
| Todo el año                              |
| Lunes a viernes laborables               |
| 06:35                                    |
| 07:15                                    |
| Todos los días                           |
| 08:00                                    |
| 08:45                                    |
| 09:30                                    |
| 10:15                                    |
| 11:00                                    |
| 11:45                                    |
| 12:30                                    |
| 13:15                                    |
| 14:00                                    |
| 14:45                                    |
| 15:30                                    |
| 16:15                                    |
| 17:00                                    |
| 17:45                                    |
| 18:30                                    |
| 19:15                                    |
| 20:00                                    |
| 20:45                                    |
| 21:30                                    |
| 22:15                                    |
| Viernes, sábados, y vísperas de festivos |
| 23:00                                    |
| 23:45                                    |
| 00:30                                    |

1. 1 2 3  Sólo lunes a viernes laborables
2. 1 2 3 4  Sólo noches de viernes, sábados y vísperas de festivo

Paso por el Camino Viejo aproximadamente 20 minutos después de su salida de la Avenida de la Ermita (Estación de La Moraleja). Duración del recorrido circular completo aproximadamente 45 minutos.

## Recorrido y paradas
| Código                                                                                               | Zona | Localidad  | Denominación                                                     | Ubicación                            | Líneas de la parada | Metro       |
| --- | ---- | ---------- | ---------------------------------------------------------------- | ------------------------------------ | ------------------- | ----------- |
| 17512                                                                                                |      | Alcobendas | Avenida de la Ermita - Estación de La Moraleja                   | Avenida de la Ermita Nº5             | N101 1 2 3 5 11     | La Moraleja |
| 11331                                                                                                |      | Alcobendas | Avenida de Vega - Centro Comercial La Vega                       | Avenida de la Ermita Nº5             | 1 2 3 5 10          |             |
| 17513                                                                                                |      | Alcobendas | Avenida de la Ermita - Estación de La Moraleja                   | Avenida de la Ermita Nº2             | 1 2 3               | La Moraleja |
| 12240                                                                                                |      | Alcobendas | Calle del Nardo - Centro Cívico                                  | Calle del Nardo Nº12                 | 155 1 2 3 5         | La Moraleja |
| 11335                                                                                                |      | Alcobendas | Calle del Nardo - Complejo Deportivo                             | Calle del Nardo Nº12                 | 155 1 2 3 5         |             |
| 11277                                                                                                |      | Alcobendas | Calle de la Begonia - Calle de la Azalea                         | Calle de la Begonia Nº279            | 155 1 3 5           |             |
| 06811                                                                                                |      | Alcobendas | Calle de la Begonia - Cementerio                                 | Calle de la Begonia Nº277            | 155 1 3 5           |             |
| 06810                                                                                                |      | Alcobendas | Calle del Jazmín - Calle de la Begonia                           | Calle de la Begonia Nº258            | 155 1 3 5           |             |
| 16936                                                                                                |      | Alcobendas | Calle del Jazmín - Calle de la Kerria                            | Calle del Jazmín Nº95                | 1                   |             |
| 09421                                                                                                |      | Alcobendas | Calle del Camino Nuevo - Calle de la Cuesta del Cerro            | Calle del Camino Nuevo Nº49          | 1 2                 |             |
| 16938                                                                                                |      | Alcobendas | Calle del Camino Nuevo - Glorieta de La Palmera                  | Calle del Camino Nuevo Nº229         | 1                   |             |
| 16946                                                                                                |      | Alcobendas | Paseo de Alcobendas - Calle de la Veredilla                      | Paseo de Alcobendas Nº3              | 1 2                 |             |
| 06825                                                                                                |      | Alcobendas | Paseo de Alcobendas - Calle del Camino Ancho                     | Paseo de Alcobendas Nº9              | 1 2                 |             |
| 06827                                                                                                |      | Alcobendas | Paseo de Alcobendas - Centro Comercial El Bulevar                | Paseo de Alcobendas Nº10             | 1 2                 |             |
| 06829                                                                                                |      | Alcobendas | Paseo de Alcobendas - Calle de la Vereda de las Peñas            | Paseo de Alcobendas Nº12             | 1 2                 |             |
| 06831                                                                                                |      | Alcobendas | Paseo de Alcobendas - Urbanización Levit Park                    | Paseo de Alcobendas Nº14             | 1 2                 |             |
| 06832                                                                                                |      | Alcobendas | Calle del Camino Viejo - Paseo del Conde de los Gaitanes         | Calle del Camino Viejo Nº88          | 1 2                 |             |
| 09441                                                                                                |      | Alcobendas | Calle del Camino Viejo - Intergolf                               | Calle del Camino Viejo Nº84          | 1 2                 |             |
| 09443                                                                                                |      | Alcobendas | Calle del Camino Viejo - Calle del Camino de las Liebres         | Calle del Camino Viejo Nº76          | 1 2                 |             |
| 09439                                                                                                |      | Alcobendas | Calle del Camino Viejo - Calle del Camino Ancho                  | Calle del Camino Viejo Nº64          | 1 2                 |             |
| 20860                                                                                                |      | Alcobendas | Calle del Camino Ancho - Colegio                                 | Calle del Camino Ancho Nº10          | 1 2                 |             |
| 21209                                                                                                |      | Alcobendas | Calle del Camino de la Hípica - Calle del Camino Ancho           | Calle del Camino de la Hípica S/Nº   | 1 2                 |             |
| 21210                                                                                                |      | Alcobendas | Calle del Camino de la Hípica - Calle del Camino de los Jardines | Calle del Camino de la Hípica S/Nº   | 1 2                 |             |
| 21211                                                                                                |      | Alcobendas | Calle del Camino Ancho - Colegio                                 | Calle del Camino Ancho Nº11          | 1 2                 |             |
| La hora de paso por esta parada es aproximadamente 20 minutos después de salir del Metro La Moraleja |      |            |                                                                  |                                      |                     |             |
| 09437                                                                                                |      | Alcobendas | Calle del Camino de la Huerta - Calle del Camino Ancho           | Calle del Camino de la Huerta Nº82   | 1 2                 |             |
| 09435                                                                                                |      | Alcobendas | Calle del Camino de la Huerta - Calle de la Vereda de los Álamos | Calle del Camino de la Huerta Nº61   | 1 2                 |             |
| 09428                                                                                                |      | Alcobendas | Calle del Camino del Sur - Paseo de la Marquesa Viuda de Aldama  | Calle del Camino del Sur Nº66        | 1 2                 |             |
| 17518                                                                                                |      | Alcobendas | Calle del Camino Ancho - Paseo de la Marquesa Viuda de Aldama    | Calle del Camino Ancho Nº63          | 1                   |             |
| 16940                                                                                                |      | Alcobendas | Calle del Camino del Golf - Calle del Camino de Mesoncillos      | Calle del Camino del Golf Nº22       | 1                   |             |
| 17521                                                                                                |      | Alcobendas | Calle del Camino del Golf - Calle del Camino de Mesoncillos      | Calle del Camino del Golf Nº32       | 1                   |             |
| 16942                                                                                                |      | Alcobendas | Calle del Camino del Golf - Paseo del Conde de los Gaitanes      | Calle del Camino del Golf Nº42       | 1                   |             |
| 17519                                                                                                |      | Alcobendas | Paseo del Conde de los Gaitanes Nº65                             | Paseo del Conde de los Gaitanes Nº74 | 1                   |             |
| 16944                                                                                                |      | Alcobendas | Calle del Camino Ancho - Calle del Halcón                        | Calle del Camino Ancho Nº84          | 1                   |             |
| 17520                                                                                                |      | Alcobendas | Paseo de Alcobendas - Colegio                                    | Paseo de Alcobendas Nº9              | 1                   |             |
| 06823                                                                                                |      | Alcobendas | Paseo de Alcobendas - Calle de la Salvia                         | Paseo de Alcobendas Nº3              | 1                   |             |
| 09422                                                                                                |      | Alcobendas | Calle de la Azalea - Paseo de Alcobendas                         | Calle de la Azalea Nº755             | 1 2                 |             |
| 06812                                                                                                |      | Alcobendas | Calle de la Azalea - Calle de la Begonia                         | Calle de la Azalea Nº532             | 155 1 2 3 5         |             |
| 11336                                                                                                |      | Alcobendas | Calle del Nardo - Calle de la Gardenia                           | Calle del Nardo Nº12                 | 155 1 2 3 5         |             |
| 12241                                                                                                |      | Alcobendas | Calle del Nardo - Centro Cívico                                  | Calle del Nardo Nº44                 | 1 2 3 5             | La Moraleja |
| 17512                                                                                                |      | Alcobendas | Avenida de la Ermita - Estación de La Moraleja                   | Avenida de la Ermita Nº5             | N101 1 2 3 5 11     | La Moraleja |